# Enrico Peyrot
Enrico Peyrot (Aosta, 31 dicembre 1950) è un fotografo italiano, che vive e lavora ad Aosta.
Il lavoro di Peyrot si contraddistingue per l'impiego, tra il 1985 e il 2006, di fotocamere operative con (flat film) pellicole piane ultra grande formato 20 x 25 cm e 30 x 40 cm applicate nella fotografia del paesaggio naturale e antropico e nel ritratto. Spazi e persone sono oggetto, dal 2003, di riprese realizzate in photo stitcher tramite dispositivi digitali. Dai primi 2000 cura ricerche e pubblicazioni sulla fotografia storica relativa all'area dell'Italia nord-occidentale.

## Biografia
Peyrot nasce nel 1950 a Prarostino, in provincia di Torino, nell'Italia nord-occidentale. Nel 1964 segue la famiglia in Sicilia a Catania e poi nel 1966 ad Aosta, città nella quale tuttora risiede.
Peyrot frequenta il Liceo Artistico Statale Renato Cottini di Torino conseguendo il diploma di maturità artistica nel 1970.

## Primi lavori
Dalla metà anni '70 a metà ‘80 esplora la fotografia tramite lo specifico delle camere di piccolo formato e dei film 35mm  in silver halide crystals. In tale senso Peyrot conduce mirate ricerche, tra il 1977 e il 1980, sul rapporto fotografo-apparato fotografico. L'autore indaga le programmate funzionalità del sistema – ottiche, tempi di posa, diaframmi, rapporti dimensionali del riquadro interno allo châssis, sensibilità delle pellicole, – combinandole sia allo spazio-tempo-luce dei potenziali soggetti sia con le intenzioni espressive dell'operatore. Le conseguenti sperimentali fotografie, frutto di sequenze cadenzate di scatti, sono affini alle analisi condotte nei medesimi anni, da Vilém Flusser  in merito alla fotografia. Sempre in questi anni e operando con fotocamere di piccolo formato Peyrot sottopone il linguaggio fotografico a verifiche tecno-espressive tramite l'adozione e correlazione di metodi operativi “casuali” (nel solco delle ricerche musicali di John Cage. In tal senso e tramite sorteggi correla le specifiche funzioni della fotocamera-pellicola - tempo di posa, diaframma, fuoco e sensibilità -, con l'assetto dell'apparecchio secondo delle coordinate spaziali e con l'identità del soggetto - tempo, spazio e luce -. Ne consegue che, operando per sequenze in un preordinato sistema, le inquadrature sono composte senza portare l'occhio al visore della fotocamera. Le relative sequenze sono stampate in limitate tirature fine art. Il lavoro è inedito. Tra il 1979-1980 compie sperimentazioni in videotape da 1/2 pollice bianco/nero. Alcune di queste ricerche esplorano le programmate funzionalità del sistema video-magnetico.
Tra la fine anni '70 e inizio ‘80 collabora, in qualità di consulente iconografico, alla realizzazione di una serie di documentari televisivi relativi all'archeologia, alla geomorfologia e all'architettura alpina della Valle d'Aosta promossi dall'Assessorato alla Cultura e prodotti da Rai Vd'A. Nel 1983 idea una serie di fiction televisive prodotte dalla Rai Vd'A.
Tra il 1975-1990 Peyrot conduce qualificati rilevamenti ed elaborazioni iconografiche, di reperti storico-archeologici, collaborando soprattutto con i Beni archeologici della Regione autonoma Valle d'Aosta.
Tra il 1984-1986 idea e partecipa alla progettazione, in scala 1:1, della visualizzazione scenografica temporanea dell'ex chiesa di San Francesco in Aosta. L'opera, PRESENZE DELLA MEMORIA - La Chiesa di San Francesco in Aosta, Sezione «L'ARCHITETTURA», è realizzata nell'estate 1986 in piazza Chanoux ad Aosta, nel medesimo spazio occupato dall'edificio religioso fino al primo ‘800. Peyrot progetta, inoltre, la relativa mostra nello spazio absidale. Tra il 1984 e il 1988 collabora con l'arch. Domenico Prola e il fotografo Giorgio Jano alla campagna di rilevamento delle architetture barocche minori Piemontesi. Nel 1988 Peyrot progetta il volume e l'allestimento della mostra Architetture Barocche in Piemonte - Immagini di spazi Sacri al Palazzo reale di Torino e al Centro Saint-Bénin in Aosta.

## Lavori successivi

### Fotografia analogica ultra grande formato
Dal 1986 al 2006 Peyrot esegue, con fotocamere ultra grande formato 20x25 cm e 30x40 cm, alcune centinaia di ritratti a figura singola o in gruppo appartenenti, per lo più, alla media borghesia. I ritratti, realizzati sia in studio che nella luce naturale degli ambienti abitativi dei soggetti, sono connotati da pose imposte dall'impiego dell'ultra grande formato (Ultra large format) e dalla icastica resa chiaroscurale della (flat film) pellicola piana ultra grande formato. Un buon numero di fotografie vengono stampate fine art su carte baritate con trattamenti di viraggio al selenio e all'oro. Le opere appartengono a privati.
Negli stessi anni e sempre con fotocamere [:en:Ultra_Large_Format|ultra grande formato] Peyrot realizza alcune centinaia di fotografie relative al paesaggio naturale e antropizzato. Da questa collezione di pellicole piane ultra grande formato (flat film) a continuous-tone panchromatic black-and-white negative film l'autore sviluppa stampe chimiche B/N fine art di medio e grande formato destinate a collezioni private e mostre pubbliche.. Dal 2006 la più significativa delle collezioni arreda la sede del Consiglio Regionale della Valle d'Aosta. Questo originale progetto di comunicazione fotografica è pubblicato nel volume Passages. L'opera editoriale, progettata dal designer Massimo Fredda ottiene il Premio Brand Identity GrandPrix categoria Publishing Design 2006..
L'idea PROTOTYPOI nasce nel 1983. Peyrot indaga i sistemi culturali e tecnologici determinati e determinanti per complessità, simultaneità e frazionalità, delle comunicazioni e relazioni sociali contemporanee. Queste caratteristiche, valutate ed elaborate nell'ambito dell'eros, generano una serie di visioni creative sviluppate durante gli anni 80 con l'attuazione di sperimentali apparati scenici e la stesura di canovacci cinematografici. La realizzazione fotografica avviene nel 1989 tramite un dispositivo di posa inteso come momentaneo coagulo catartico nel quale hanno luogo, teatralmente, interazioni delle entità tecno-materiali ed espressive. Tramite il coinvolgimento di modelli, i quali esposti con dei congegni interpretano una natura esibizionista mentre, connessi con delle complesse superfici, rappresentano simultaneamente inclusioni ed esclusioni, Peyrot indaga il sistema dell'arte, nello specifico la fotografia, come apparato rituale.. Nel corso delle riprese l'autore realizza, in seno a 13 sequenze, un centinaio di pellicole piane in bianco e nero e Kodachome per mezzo di fotocamere ultra grande formato (Ultra large format) 20x25cm. In post-produzione Peyrot sviluppa alcune decine di stampe di grandi dimensioni su carte baritate B/N con viraggi (toning) all'oro; altrettante riproduzioni delle pellicole a colori sono stampate, in grandi dimensioni, in Cibachrome. L'intera ricerca PROTOTYPOI significa, veicola ed estende, modelli relazionali mediati da un universo tecnologico per alcuni versi seducente per altri tragico. Il lavoro è, nella sua interezza, inedito.
Nel 1990-1994 Peyrot realizza una ponderosa campagna fotografica attorno alla natura geomorfologica e culturale della catena del Monte Bianco nell'ambito territoriale italiano, svizzero, francese. A tal fine Peyrot progetta originali metodi e tecniche per operare in ambienti estremi: costruisce speciali fotocamere modulari ultra grande formato (Ultra large format) 20x25 cm e 30x40 cm operative con un set di ottiche a focale media e supergrandangolare e pellicole piane (flat film) a continuous-tone panchromatic black-and-white negative film. Con l'adozione di un sistema strumentale assolutamente unico e mirati studi sulla produzione iconografica storica e contemporanea, la realtà del Monte Bianco si rivela luogo ideale per rinnovate rappresentazioni fotografiche d'eccezionale rigore e pregnanza. In post-produzione l'autore stampa alcune decine di stampe di grande formato con trattamenti di viraggio (toning) al selenio e all'oro. Nel 1998 presenta il lavoro nella mostra Voyage autour du Mont Blanc 1990-1994 al Centro Saint-Bénin in Aosta
Dal 2016 Peyrot e il grafico Massimo Fredda lavorano al progetto editoriale Mont Blanc Photo – The monument

### Fotografia digitale “a mosaico”
Dal 2003 Peyrot avvia ricerche e lavori con dispositivi digitali sia in ripresa che in post-produzione. Operando con camere digitali di piccolo formato l'autore effettua le riprese, sia nell'ambito del paesaggio naturale, antropico o nel ritratto, tramite una strutturata sequenza di fotogrammi photo stitcher. L'applicazione di questo linguaggio, a volte composto di centinaia di fotogrammi, risolve in modo efficace e ad alta risoluzione la rappresentazione visiva di spazi molto angusti o estremamente estesi. In post-produzione l'assemblaggio digitale di un numero dato di fotogrammi, appartenenti alla medesima sequenza, produce un'unica definitiva immagine. Il linguaggio a “mosaico”, nel quale coabitano pluralità temporali, prospettiche e formali all'interno di un'unica-compiuta fotografia, è tuttora il principale campo di ricerca di Peyrot. Un corpus di fotomosaici di media e grande dimensione, appartenenti al genere paesaggio e ritratto, sono stampati fine art e appartengono a collezioni private e pubbliche.
Nel 2007 Peyrot, su incarico del Dipartimento Soprintendenza per i Beni e le attività culturali - Servizio catalogo e beni Architettonici della Valle d'Aosta realizza Bourgs de la Vallée d'Aoste. La campagna fotografica esplora venti insediamenti abitativi storici dalla spiccata fisionomia alpina. L'autore, attenendosi ai punti di vista adottati dai fotografi storici e operando con sistemi e linguaggi a cifra digitale, magistralmente coniuga la mimesi referenziale con l'interpretazione autoriale. La mostra, Bourgs de la Vallée d'Aoste - Soixante cartons photographiques, composta dall'autore da stampe in inkjet su cartoni aristotipici 1000x1500 mm, è presentata nel 2007 al Castello di Ussel, Châtillon.
Su incarico del Parco naturale del Mont Avic Peyrot realizzata una campagna fotografica nell'anno Internazionale della luce 2015 proclamato dalle Nazioni Unite. Il progetto saggia le potenzialità espressive, in chiave visiva, delle pecuriarità ambientali del Parco. A rilevamento ultimato il lavoro contiene, nella trama iconica di ciascun fotomosaico, un esteso e denso racconto. Le immagini ad alta definizione consentono di analizzare circoscritti brani del territorio sotto il profilo geo-meteorologico, morfologico, botanico e dell'attività umana. Il centinaio di narrazioni ottico-digitali prodotte si presta a diverse riflessioni quali, ad esempio: il ruolo e l'utilizzo dei nuovi linguaggi fotografici nella ricerca scientifica e nell'espressione artistica. Nell'intervento critico alla mostra, l'architetto Antonio De Rossi definisce il lavoro "... sofisticato equilibrio tra innovazione tecnica, dialettica con l'iconografia storica e valenza euristica."

### Fotografia Storica
Dal 2002 Peyrot conduce studi, ricerche e cura pubblicazioni riguardanti la fotografia storica dell'area Nord Ovest delle Alpi. Tra il 2002-2012 collabora, in qualità di Direttore artistico e di stampatore/interprete dei fototipi B/N storici, con il BREL-Bureau Régional pour l'Ethnologie et la Linguistique allo studio, valorizzazione, realizzazione di mostre e pubblicazioni. Nel quadro del progetto europeo Patrimoines en chemin e in seno al programma Alcotra 2007-2013, Peyrot partecipa nel 2010, in qualità di relatore alle Journées professionelles transfrontalières: Patrimoine immatériel, collecte & conservation. Partner del progetto: Regione autonoma Valle d'Aosta, Assessorato dell'istruzione e della cultura e SAVOIE Conseil General, l'écomusée. Sempre dagli anni ‘2000 e sempre su incarico dell'Amministrazione della Regione Autonoma Valle d'Aosta conduce ricerche, quale ad esempio il I° Censimento di beni fotografici conservati in Valle d'Aosta 2009-2011 (inedito) e pubblicazioni, nell'ambito della fotografia storica valdostana.